# Pont du roi Fahd
Die Pont du roi Fahd führt die RN6, Route de l’Aéroport in Bamako, Mali über den Niger. Sie wurde 1993 als zweite Brücke im Bamako eröffnet.
Sie wurde vom Saudi Fund for Development finanziert und ist deshalb nach König Fahd ibn Abd al-Aziz benannt.
Die Brücke hat vier Fahrstreifen und breite Motorrad- und Gehwege, wobei die Gehwege aber meistens ebenfalls von leichten Motorrädern benutzt werden. Sie ist 771 m lang und 24 m breit. Im Süden schließt sich ein ca. 250 m langer Damm über das Hochwasserbett an. Ihre 16 Öffnungen werden von zwei parallelen Spannbeton-Hohlkästen mit einer breiten Platte überquert.